# هیروگاوا، واکایاما
هیروگاوا، واکایاما (به لاتین: Hirogawa, Wakayama) یک منطقهٔ مسکونی در ژاپن است که در استان واکایاما واقع شده‌است. هیروگاوا  ۸٬۲۲۱ نفر جمعیت دارد.